# Antonio Páramo y Somoza
Antonio Páramo y Somoza (Ferreira de Pantón, Lugo, 1731 - Santiago de Compostela, 1786) Religioso, jurista e ilustrado gallego.

## Biografía
Miembro de una familia de la hidalguía gallega, su padre, natural de Puebla de Burón, ejercía señorío jurisdiccional sobre Fontesta y San Vicente. Probó su nobleza de sangre ante la Real y Distinguida Orden Española de Carlos III, en 1781. Tras concluir sus estudios eclesiásticos, de derecho y cánones, fue designado canónigo y cardenal de la iglesia de Santiago, administrador general, capellán mayor y juez privativo eclesiástico del Gran Hospital Real de Santiago, rector de la Universidad de Santiago, en 1781, y obispo de Lugo en 1785, sin llegar a ejercer el cargo por muerte prematura. Fue fundador de la Real Sociedad Económica de Amigos del País de Santiago, en 1784, que dirigió hasta su muerte. Fue enterrado en la capilla del Salvador de la catedral de Santiago de Compostela.